# Calypso Rádió
A Calypso Rádió a Magyar Rádió (MR) regionális, kereskedelmi jellegű csatornája volt 1989 és 2001 között.

## Története
A Calypso Rádió egyike volt az első Magyarországon működő, egyfajta "ál-kereskedelmi" rádióknak. Míg a Danubius a fiatalabbakat szólította meg, addig a Calypso az idősebb, 35+ korosztálynak szólt. A kereskedelmi jellegű, szórakoztató és könnyűzenei műsorokat sugárzó adót a Magyar Rádió és a Multimedia Organisation közösen alapította 1989-ben. Középhullámon, Budapest 70-130 km-es körzetébe sugározták adását Lakihegyről. A rádió a frekvenciamoratórium idején stabil hallgatói táborral rendelkező kereskedelmi rádióként működött. Az adás főszerkesztője B. Tóth László volt, a műsorvezetők között megfordult Albert Györgyi, Antal Imre, Déri János, Fenyő Miklós, Fiala János, Dám László, Dombóvári Gábor, Kudlik Júlia, Molnár Dániel, Novotny Zoltán, Pörzse Sándor, Szegő Tibor, Szilágyi János, Sztevanovity Zorán, Török László. A rádió 8 és 19 óra között működött, és elsősorban könnyűzenét sugárzott. Bevezette a hallgatói betelefonálást a műsorba, játékokat szervezett, ahol többek között autókat és saját termékeket lehetett nyerni (pl. Calypso-zokni, kifejezetten Calypso-s válogatáslemezek, kazetták, stb.).
Az 1990-es évek végére Magyarországon egyre több kereskedelmi rádió működött, amelyek a jó minőségű vételt lehetővé tevő ultrarövidhullámon működtek és egyre inkább elszívták a hallgatóit. Az évtizedes tervek ellenére a rádiót nem helyezték át az ultrarövidhullámra. A hanyatló hallgatottságú adótól előbb B. Tóth László alapító főszerkesztőt bocsátották el, majd 2002 nyarán eladásra kínálták fel a rádiót. Az eladási pályázat sikertelenül zárult, ezért az MR 2002 végére megszüntette. A rádió utolsó adását 2001. november 30-án sugározta. A „Calypso” márkanevet 2007-ben egy gödöllői vállalkozás az MR ellenállása miatt sikertelenül kísérelte meg feltámasztani.